# 福祉施設 (失業保険法)
福祉施設（ふくししせつ）とは、失業の予防、就職の促進、その他、被保険者及び被保険者であつた者の福祉の増進を図るため必要な施設である。失業保険法第27条の2において規定されていた。

## 沿革
- 1947年（昭和22年）12月1日 - 失業者の生活の安定を目的とした「失業保険法」が制定される。
- 1955年（昭和30年）8月5日 - 「失業保険法の一部を改正する法律」（昭和30年法律第132号）[1]が制定され、失業保険法第27条の2において福祉施設が規定される。これにより、政府は福祉施設を設置できるようになる。
- 1957年（昭和32年）- 「労働福祉事業団法」の制定により労働福祉事業団（2009年4月現在の独立行政法人労働者健康福祉機構）が設立され、福祉施設が政府より同事業団に移管される。
- 1961年（昭和36年）7月 - 「雇用促進事業団法」の制定により雇用促進事業団が設立される。福祉施設が労働福祉事業団から雇用促進事業団に移管される。
- 1969年（昭和44年）- 「職業訓練法」が制定され、公共職業訓練施設（2009年4月の公共職業能力開発施設）が規定される。福祉施設の総合職業訓練所は高等職業訓練校に改称される。福祉施設のうち、職業訓練大学校と総合職業訓練校は、職業訓練法に基づく公共職業訓練施設となる。
- 1975年（昭和50年）4月1日 - 「失業保険法」が廃止され、代わって「雇用保険法」（昭和49年法律第116号）が同日から施行される。

## 利用できる者
福祉施設を利用できる者は、失業保険の被保険者および被保険者であった者であるが、これらの者の利用に支障がなく、かつ、その利益を害さない場合に限って、これらの者以外も利用できる。

## 対象となる施設
「失業保険法の一部を改正する法律」（昭和30年法律第132号）による失業保険法第27条の2の規定では、福祉施設に関して「福祉の増進を図るため必要な施設」という記述のみであり、具体的な施設の種類が明示されていない。一方、失業保険法施行規則第37条の2においては、「職業補導の施設、宿舎の施設その他これらの者の福祉の増進を図るための施設をいう。」とあり、福祉施設の種類、内容が示されている。具体的には、以下の通りである。

### 職業補導の施設
職業補導（1958年（昭和33年）以降の職業訓練）の施設として以下の施設がある。失業保険法廃止後の雇用保険法においては、これらの施設は雇用保険事業の能力開発事業として規定され、2011年（平成23年）10月現在、独立行政法人高齢・障害・求職者雇用支援機構により設置・運営されている。
中央職業訓練所
職業訓練指導員養成のための施設。 1961年（昭和36年）4月に労働福祉事業団が設置、同年7月に雇用促進事業団に移管、1965年（昭和40年）2月に職業訓練大学校に改称、2009年（平成21年）4月現在の職業能力開発総合大学校。
総合職業補導所
職業補導のための施設。1953年（昭和28年）に政府が設置し、都道府県が運営を開始。1957年（昭和32年）に労働福祉事業団に移管、1958年（昭和33年）に総合職業訓練所に改称、1961年（昭和36年）7月に雇用促進事業団に移管、1969年（昭和44年）に高等職業訓練校に改称、2009年（平成21年）4月現在の職業能力開発促進センター、職業能力開発大学校、職業能力開発短期大学校。

### 宿泊の施設
宿泊の施設として以下の施設がある。
簡易宿泊所
当初、都道府県が運営し、1957年（昭和32年）に労働福祉事業団に移管、1961年（昭和36年）に雇用促進事業団に移管。
労働者住宅
当初は労働福祉事業団が運営し、1961年（昭和36年）に雇用促進事業団に移管。

### その他の施設
その他の施設として以下の施設がある。
労働福祉館
労働福祉館とは、日雇い労働者の生活向上、就職の促進、福祉の増進をはかるために、簡易食堂、理容室、売店等を併設した保育施設である。一般家庭の幼児も引き受ける。当初は労働福祉事業団が運営し、1961年（昭和36年）に雇用促進事業団に移管された。雇用促進事業団は、運営を県に委託し、県は財団法人日雇労働者援護会に再委託した。
共同作業所
1953年（昭和28年）以降、身体障害者公共職業補導所に併設された施設で、作業訓練を行って職業の安定を図るものである。